# Mylochromis melanonotus
Mylochromis melanonotus är en fiskart som först beskrevs av Regan 1922.  Mylochromis melanonotus ingår i släktet Mylochromis och familjen Cichlidae. IUCN kategoriserar arten globalt som livskraftig. Inga underarter finns listade i Catalogue of Life.